# Constitution ivoirienne de 1960
La Constitution ivoirienne de 1960 a été le texte de loi fondamental de la Côte d'Ivoire de 1960 à 1999. Elle a été promulguée le 4 novembre 1960, après l'accession du pays à l'indépendance, et a été remplacée par la Constitution du 1er août 2000, après un coup d'éclat militaire en décembre 1999. Elle a été l'objet de plusieurs modifications parmi lesquelles celles du 16 août 1994 et du 26 juin 1995. Ces modifications précisent notamment les conditions de création et de suppression des collectivités territoriales par la loi.
Cette constitution a également évolué concernant la peine de mort :
- 1975 : commutation de toutes les condamnations à mort
- 1981 : abolition de la peine de mort pour les crimes politiques
- 1995 : extension du champ d'application de la peine de mort

## Composition
Cette constitution est composée d'un préambule et de 76 articles répartis en 13 titres.

## Révisions
Le texte a été révisé 10 fois entre 1963 et 1998.
Lois de révision : 
- Loi no 63- 01 du 11 janvier 1963 (Haute Cour de justice) ;
- Loi no 75-365 du 31 mai 1975 ;
- Loi no 75-747 du 22 octobre 1975 ;
- Loi no 80-1038 du 1er septembre 1980 ;
- Loi no 80-1232 du 26 novembre 1980 (création de la vice-présidence de la République) ;
- Loi no 85-1072 du 12 octobre 1985 (suppression de la vice-présidence de la République) ;
- Loi no 86-90 du 31 janvier 1986 ;
- Loi no 90-1529 du 6 novembre 1990 ;
- Loi no 94-438 du 16 août 1994 (création du Conseil constitutionnel) ;
- Loi no 95-492 du 26 juin 1995
- Loi no 98-387 du 2 juillet 1998 créant un Sénat, ce qui a entraîné la modification de nombreux articles.

## Contenu

### Titre III:Du Parlement
Titre nommé à l'origine De l'Assemblée nationale.

### Titre IV:Des rapports entre le Parlement et le Gouvernement
Titre nommé à l'origine Des rapports entre l'Assemblée nationale et le Gouvernement.

### Titre VI:Du Conseil constitutionnel
Titre concernant à l'origine la Cour suprême (et donc nommé De la Cour suprême).

### Titre VII:De l'autorité judiciaire et des juridictions suprêmes
Titre nommé à l'origine De l'autorité judiciaire.

### Titre XI:De l'association et de la coopération entre États
Titre nommé à l'origine De l'association et de la coopération entre les États.